# Eugen Geinitz
Franz Eugen Geinitz (15 février 1854, Dresde - 9 mars 1925, Rostock) est un géologue et minéralogiste allemand surtout connu pour ses études géologiques de la région du Mecklembourg. Il est le fils du géologue Hanns Bruno Geinitz.

## Biographie
En 1876, il obtient son doctorat à l'Université de Leipzig avec une thèse sur les pseudomorphes minéraux. Au cours de l'année suivante, il reçoit son habilitation de l'Université de Göttingen, et peu de temps après, il devient professeur agrégé de géologie et de minéralogie à l'Université de Rostock. En 1881, il devient professeur titulaire et directeur de l'institut minéralogique et géologique de Rostock. En 1903/04, il sert comme recteur de l' université .
En 1882, il est nommé directeur du Mecklenburg Geological Landesmuseum. En 1905, il est cofondateur du Mecklenburg Heimatbund .

## Œuvres choisies
- Das Erdbeben von Iquique a 9 ans. Mai 1877 und die durch dasselbe verursachte Erdbebenfluth im Grossen Ocean , 1878 – Mémoire sur le tremblement de terre d'Iquique de 1877, à propos duquel Geinitz a mené une analyse des vagues océaniques à partir de données recueillies à divers endroits lointains du Pacifique (îles hawaïennes, Nouvelle-Zélande, Japon, etc.). À partir de ces données, il a pu calculer la vitesse moyenne des vagues océaniques et déterminer les profondeurs moyennes correspondantes de l'océan Pacifique le long des routes empruntées par les vagues[2],[3].
- Die skandinavischen Plagioklasgesteine und Phonolith aus dem mecklenburgischen Diluvium, 1882 – Les roches et phonolites scandinaves à plagioclase du Diluvium du Mecklembourg.
- Geologischer Führer durch Mecklenburg. Mit einer Übersichtskarte und 15 Tafeln , 1899 – Guide géologique du Mecklembourg.
- Das Quartär von Nordeuropa. Die Flora und Fauna des Quartärs , 1904 – Le Quaternaire nord-européen, la flore et la faune du Quaternaire.
- Landeskunde von Mecklenburg, 1907 – Études régionales du Mecklembourg.
- Die Eiszeit, 1906 – L'ère glaciaire.
- Das Diluvium Deutschlands ; 1920 – Le Diluvium allemand.
- Geologie Mecklenburgs, mit geologischer Übersichtskarte von Mecklenburg, 1922 – Géologie du Mecklembourg, avec cartes d'aperçu géologique[1],[4].